# Globalno zatopljenje
Globalno zatopljenje ili globalno zagrijavanje je postupno zagrijavanje Zemljine površine i najnižih slojeva atmosfere uzrokovano učinkom staklenika, što dovodi i do globalnih promjena klime. Klima se mijenjala i u Zemljinoj prošlosti, no smatra se da sadašnje globalno zagrijavanje nastaje zbog povećanih emisija stakleničkih plinova. Na osnovi mišljenja velikog broja znanstvenika – sadržanih u izvještaju Međuvladinoga panela o promjenama klime objavljenog u 2000. i 2001. temeljenoga na klimatskim modelima kao i na podrobnoj analizi temperaturnih prilika te promjena ledenog omotača na Zemlji, koja pokazuje neupitno zatopljenje posljednjih stotinu godina – smatra se da bi do 2100. temperatura zraka bila viša čak za 1,5 do 5,8 °C, ovisno o stupnju povećanja stakleničkih plinova. To bi dovelo do velikih i za neke dijelove čovječanstva katastrofalnih posljedica: zbog topljenja ledenjaka i snježnoga pokrivača došlo bi do podizanja razine mora, koje bi preplavilo mnoga obalna naselja, posebno otočkih država, povećanog broja vremenskih nepogoda u mnogim dijelovima svijeta (ciklona, uragana, poplava), premještanja tropskih uvjeta prema sjeveru i do pojave sušnih razdoblja na području Sredozemlja, a sjevernije od njega do znatnog povećanja količine oborina. Valja upozoriti i na negativne učinke visokih temperatura na zdravlje ljudi, kao što su širenje nekih infektivnih bolesti koje se pojavljuju samo u toplim područjima (malarija, žuta groznica, encefalitis), premještanje mnogih biljnih i životinjskih vrsta prema sjeveru pa i nestanak cijelih takvih životnih zajednica. Jedinstveno je mišljenje da se takav očekivani razvoj može usporiti i promijeniti samo drastičnim smanjenjem emisije stakleničkih plinova, prije svega ugljikova dioksida i dušikovih spojeva.
Dok za primarni i najveći uzrok globalnog zatopljenja postoji znanstveno slaganje, za dugoročne posljedice postoji nekoliko hipoteza, jer su trenutni računalni modeli preslabi za rješavanje takvih problema. Znanstveno slaganje u većem dijelu zajednice jest da su globalnom zatopljenju prvenstveni razlozi čovjekov utjecaj ugljikov dioksid, metana i ostalih stakleničkih plinova od strane industrijskih postrojenja u razvijenim zemljama, te krčenje šuma (deforestacija) velikih područja na Zemlji. Najpopularnija je teorija prema kojoj je globalno zatopljenje posljedica emisije ugljikovog dioksida i metana od strane industrijskih postrojenja u razvijenim zemljama. Prema toj teoriji povećana koncentracija tih plinova dovodi do tzv. učinka staklenika u atmosferi. Pod pritiskom pokreta za zaštitu okoline mnoge su vlade prihvatile tu teoriju i potpisale Protokol iz Kyota čiji je cilj smanjivanje emisije tih plinova. 
Gotovo svi znanstvenici slažu se da globalno zatopljenje postoji i da ga uzrokuje čovjekov utjecaj, no značajan dio političke javnosti i svjetskih političara ga osporava i kritički gleda na politike koje se vode radi adresiranja globalnog zatopljenja. Takvo razmišljanje u Sjedinjenim Američkim Državama, a i drugdje potiču naftni lobiji i druge organizacije pogođene mjerama za smanjenje emisija stakleničkih plinova. Slijedom takvih promišljanja, Sjedinjene Američke Države su 2017. istupile iz Pariškog sporazuma o klimatskim promjenama, sklopljenoga 2015.

## Mehanizam
Od ukupne količine sunčeve svjetlosti, koja dospije do Zemlje, 30% se reflektira natrag u svemir. Ostalih 70% apsorbiraju tlo, zrak i oceani, te tako dolazi do zagrijavanja Zemljine površine i atmosfere. Ovo zagrijavanje omogućava povoljne uvjete za održavanje života na našem planetu. Kako se zemaljska površina i zrak zagrijavaju, tako emitiraju infracrveno toplinsko zračenje, koje najvećim dijelom završava u svemiru, što omogućava hlađenje Zemlje. Nešto od ovog infracrvenog zračenja ponovno apsorbiraju vodena para, ugljikov(IV) oksid i drugi plinovi u atmosferi. Kao što staklo u staklenicima dopušta ulazak Sunčeve svjetlosti, ali sprječava gubitak infracrvenog toplinskog zračenja iz staklenika, tako i ovi plinovi, nazvani "staklenički plinovi", imaju sposobnost zarobljavanja topline u Zemljinoj atmosferi. Ovaj proces omogućava povoljne životne uvjete, jer bi bez njega prosječna temperatura na površini zemlje bila znatno niža (oko -18°C), nego što jest (+15°C), no bila bi podložna velikim varijacijama nepovoljnima za život razvijen u trenutnoj mjeri.
Sadašnji problem globalnog zatopljenja nastao je, kako velika većina znanstvenika smatra na temelju znanstvenih dokaza, zbog značajnog povećanja koncentracije stakleničkih plinova u atmosferi, prvenstveno ugljikovog(IV) oksida, zbog sve većeg izgaranja fosilnih goriva (ugljena, nafte i prirodnog plina) u posljednjih 250 godina, tj. od početka industrijske revolucije. Zadnjih godina čovječanstvo ispušta u atmosferu preko 8 milijardi tona CO2 godišnje. Najveći dio apsorbiraju oceani (postajući tako kiseliji), a manji dio šume. Ostatak se gomila u atmosferi, pojačavajući tako efekt staklenika. Ostali značajni staklenički plinovi su metan, dušikovi oksidi i halogenirani ugljikovodici. Velike količine metana stvaraju velika krda stoke svojim procesom probave, antropogeni dušikovi oksidi nastaju u proizvodnji umjetnih gnojiva, a halogenirani ugljikovodici u procesima proizvodnje polimera i specijalnih plinova za hlađenje.
Staklenički plinovi ostaju u atmosferi dugo – vjerojatno desetljećima. Od početka industrijske revolucije, prije 250 godina, količina CO2 u atmosferi povećala se 35%, a metana 148%. Kako je sastav zemljine atmosfere iz davne prošlosti prilično dobro poznat iz fosilnih uzoraka i iz uzoraka zraka iz mjehurića zarobljenih u ledu na polovima, pokazalo se da su ugljikov(IV) oksid i metan u današnjoj atmosferi na najvišoj razini, barem u posljednjih 650 000 godina.

## Dokazi
Zadnjih stotinu godina došlo je do najvećeg zagrijavanja zemljine površine u posljednjih 1300 godina. Tako je između 1906. i 2006. godine, prosječna temperatura porasla za 0,6-0,9°C, a brzina porasta temperature se gotovo udvostručila u posljednjih 50 godina.
Zbog otapanja leda, razina mora polako raste. U 20. stoljeću razina mora povisila se za 17 centimetara. Površina ledenjaka (glečera) diljem svijeta smanjuje se, baš kao i površina arktičkog ledenog pokrova (za 2,7% godišnje, od 1978. godine).
Jedan od čvrstih i specifičnih dokaza jest promjena izotopnog sastava ugljikovog(IV) oksida u atmosferi. Naime, u dijelu biosfere u kojem je brza izmjena ugljika, postoji ravnoteža između sinteze radioaktivnog ugljika-14 i ostalih, neradioaktivnih izotopa ugljika. Fosilna goriva imaju izuzetno malenu količinu 14C od živog materijala jer su milijunima godina bila zatrpana pod geološkim slojevima i u nemogućnosti izmjene tvari s ostatkom okoliša. Izgaranjem fosilnih goriva, pada koncentracija 14C u atmosferi.
Sinteza ovih, te ostalih dokaza pokazuje da ne samo da postoji korelacija između njih i ponašanja suvremenog čovjeka, nego da se radi i o kauzalnosti.

## Klimatske promjene u prošlosti
U prošlosti se klima Zemlje često mijenjala, a uzroci tih promjena nisu još posve razjašnjeni. Najpoznatiji primjer globalnih klimatskih promjena su ledena doba. Posljednje ledeno doba bilo je u razdoblju pleistocena, trajalo je tisućama godina, a završilo je prije oko 13.000 godina. Za vrijeme toga ledenog doba, oko 30% zemljine površine bilo je prekriveno ledom. 
Poznata su i kraća razdoblja klimatskih promjena, koja su trajala samo nekoliko stoljeća ili kraće. Iz povijesnih zapisa, na primjer, znamo da je u antičko doba klima u Europi bila hladnija nego danas. Rimske su legije zimi prelazile zaleđenu rijeku Rajnu na svojim pohodima protiv Germana, a u suvremeno doba Rajna se ne zaleđuje. Poznato je i globalno zahlađenje koje je počelo sredinom 16. stoljeća – tzv. "Malo ledeno doba". Tako su obale Islanda, između 1650. i 1850. godine, svake godine bile nekoliko mjeseci potpuno okovane ledom, što je otežavalo ribolov tamošnjem stanovništvu. 
Od kada je "Malo ledeno doba" završilo, u 18. stoljeću, temperatura na Zemlji neprestano raste, i upravo taj trend porasta temperature postao je poznat kao "globalno zatopljenje". S obzirom na promjene klime u prošlosti, jako malo znanstvenika smatra da je globalno zatopljenje samo još jedan prirodni ciklus klimatskih promjena, kakvih je u prošlosti bilo mnogo, a da je utjecaj ljudskog djelovanja na tu promjenu vrlo mali ili uopće nikakav. Iako nije sporno da je u prošlosti mnogo puta došlo do globalnih klimatskih promjena, sadašnje globalno zatopljenje događa se mnogo brže nego bilo koja poznata globalna promjena klime u bližoj ili daljoj prošlosti. Ta brza promjena je jedan od glavnih razloga što postoji čvrst konsenzus da je sadašnje globalno zatopljenje primarno antropogeno.

## Prirodni uzroci globalnih klimatskih promjena
Od prirodnih čimbenika, koji utječu na globalnu klimu, među najvažnijima su aktivnost oceana i morske struje. Oceani mogu konzervirati veliku količinu topline (ta njihova osobina je poznata kao oceanska toplinska inercija). Dva najpoznatija primjera utjecaja oceana na klimu su Golfska struja i fenomen "El Nino". Topla Golfska struja, koja teče od Meksičkog zaljeva duž istočne američke obale, pa do britanskog otočja i Skandinavije, čini klimu tih područja toplijom, nego što bi se očekivalo samo na osnovu njihovih geografskih širina. 
Velike vulkanske erupcije mogu uzrokovati globalno zahlađenje, tako što materijal izbačen vulkanskom erupcijom (pepeo, vodena para, prašina i sumporni dioksid), sprječava Sunčevu svjetlost da dopre do Zemljine površine. Najveća poznata erupcija vulkana na Zemlji bila je erupcija vulkana Toba na otoku Sumatri koja se dogodila prije 70000 godina. Tom je prilikom u atmosferu izbačeno oko 900 km3 materijala, što je izazvalo značajne promjene globalne klime. Procjenjuje se da je nakon te erupcije uginulo 75% biljaka na sjevernoj zemljinoj hemisferi. 
Oblaci imaju velik utjecaj na klimu zato što reflektiraju velik dio Sunčevog zračenja natrag u svemir. Kad ne bi bilo oblaka, prosječna temperatura na Zemljinoj površini bila bi viša za desetak Celzijevih stupnjeva.
Konačno, dugoročne promjene nagiba osi Zemljine rotacije, te promjene njenih orbitalnih parametara također mogu uzrokovati globalne klimatske promjene, ali se radi o izuzetno sporim procesima. Varijacije Sunčeve aktivnosti mogu imati vrlo spore, ali i specifične brze učinke.

## Povijest znanosti o globalnom zatopljenju
Jean-Baptiste Joseph Fourier, francuski matematičar i fizičar, shvatio je 1824. da temperatura Zemljine površine u velikoj mjeri ovisi o plinovima u Zemljinoj atmosferi, te je postavio temelje pojma, koji će mnogo kasnije dobiti ime efekt staklenika.
Već je 1872. godine bilo poznato da su vodena para i CO2 glavni staklenički plinovi, i da povećanje njihove koncentracije može uzrokovati povišenje temperature u nižim slojevima atmosfere. Švedski kemičar S. A. Arrhenius, proučavao je devedesetih godina 19. stoljeća Fourierove radove i zaključio da ljudi, izgarajući ugljen, povećavaju koncentraciju CO2 u atmosferi, te da ono može dovesti do povišenja temperature na Zemlji zarobljavajući energiju Sunčevog zračenja u atmosferi. Njegov rad nije imao velikog odjeka u znanstvenoj zajednici. I oni koji su ga opazili, smatrali su da oceani mogu brzo i bez posljedica apsorbirati povećanu količinu CO2 u atmosferi, kako god veliko ono bilo.
Pedesetih godina 20. stoljeća, Roger Revelle i Hans Suess objavili su rezultate svojih istraživanja, iz kojih je proizlazilo da postoji granica do koje oceani mogu apsorbirati CO2, te da će njegov višak u atmosferi izazvati zagrijavanje Zemlje. Revelleov suradnik i učenik u kalifornijskom Scrippsovom oceanografskom institutu u San Diegu, Charles David Keeling (1928. – 2005.), izumio je 1958. uređaj za mjerenje koncentracije CO2 u atmosferi, što je bio ključni događaj u povijesti globalnog zatopljenja, jer je omogućio precizna mjerenja povećanja koncentracije tog plina u atmosferi kroz 20. stoljeće.

## Sukobljeni poslovni i politički interesi
Valja opaziti da je energetika izrazito gospodarski relevantan i financijski moćan dio industrije, te kompanije koje posluju u toj grani gospodarstva imaju na raspolaganju velika financijska sredstva za promoviranje svojih ciljeva. Zbog osobitosti energetskih tržišta, promoviranje se uglavnom ne obavlja oglašavanjem putem reklama, nego lobiranjem kod tijela državne vlasti i međunarodnih tijela, te stvaranjem javnog mnijenja koje će bolje pogodovati određenim energetskim kompanijama. Promjene politika mogu jako pomoći ili naškoditi interesima pojedinih poduzeća, pa je njihovo zanimanje za javnu debatu razumljivo.
Energetske kompanije, kako one koje proizvode ugljični dioksid i zalažu se za popustljivije državne regulative, tako i one koje proizvode "zelenu" energiju i zalažu se za penaliziranje proizvodnje CO2 i subvencioniranje proizvodnje energije u svojim elektranama, ulažu mnogo u lobiranje za svoje gospodarske interese.
Nije tajna da energetske kompanije, izuzev lobiranja kod političara, financiraju također i djelovanje nevladinih udruga koje u javnosti promoviraju gledišta o energetici - tako i o pitanju globalnog zatopljenja i emisije ugljičnog dioksida - kakva njima bolje odgovaraju. Poznato je, također, da velike kompanije i inače posve rutinski nastoje utjecati na medijsko izvještavanje o temama koje su za njih važne.
Prema istraživanjima javnosti u SAD, gdje se o globalnom zatopljenju u javnosti mnogo raspravlja još od 1990.-ih godina, oko 73 posto stanovništva vjeruje da postoji globalno zatopljenje, ali mnogo manji broj smatra to problemom koji bi bio takav, da bi zbog njega vrijedilo plaćati skuplju struju ili na drugi način financirati smanjivanje emisije CO2.
U zemljama koje su se ozbiljno suočile sa zahtjevom da smanje emisiju CO2, poput Njemačke, cijene energije su zbog takve politike znatno više nego u drugim zemljama, što utječe na međunarodnu konkuretnost njihovih kompanija. U Njemačkoj, 2019. godine informatičke kompanije koje koriste mnogo električne energije zahtijevaju da im država subvencionira taj trošak, kako bi međunarodno informatičko poslovanje iz Njemačke moglo ostati kompetitivno.

## Unutarnje poveznice
- Neugodna istina
- Geoinženjering
- ledeno doba
- malo ledeno doba

## Vanjske poveznice
- Mape poplave